# John Aitken
John Aitken, född 1839 i Falkirk, Skottland, död 1919, var en fysiker och meteorolog, som arbetade inom molnfysik och aerosolvetenskap. Aitken konstruerade den så kallade aitkenräknaren, för mäta halten av små partiklar i luften. Men en egenutformad apparat utförde han ett experiment som gav det första beviset för att nya partiklar bildas i atmosfären.
Aitken gjorde ett antal banbrytande upptäckter gällande partiklar, dimma och moln. Redan 1874 hade Aitken dragit slutsatsen att när vattenånga kondenseras i luften måste de ske mot en fast partikel. Utan närvaro av aerosoler i luften skulle det inte bildas moln eller dimma. 1884 visade han att närvaro av aftonrodnad beror på ljusets brytning mot små partiklar i den övre atmosfären.
1889 valdes Aitken till Fellow of the Royal Society och 1889 fick han Royal Medal. Aitken har gett namn till de minsta aerosolerna, aitkenkärnorna, de med en radie på mindre än 0,1 mikrometer.